# Theloderma rhododiscus
Espèce
Synonymes
- Philautus rhododiscus Liu & Hu, 1962

Statut de conservation UICN

 NT : Quasi menacé
Theloderma rhododiscus est une espèce d'amphibiens de la famille des Rhacophoridae.

## Répartition
Cette espèce se rencontre :
- en République populaire de Chine, dans les provinces du Guangxi et du Fujian ;
- au Viêt Nam dans la province de Hà Giang.

## Publication originale
- Liu & Hu, 1962 : A herpetological report of Kwangsi. Acta Zoologica Sinica, vol. 14, (supplément), p. 73-104.